# 杭州织造衙门
杭州织造衙门:84:109是清朝中央政府在浙江省杭州府（今浙江省杭州市）设置、服务于清朝皇室，织造御用和官用缎匹及采买御用物品的衙署。
杭州织造与江宁织造、苏州织造，统称为江南三织造:70:42:53。“按定制，江南三织造都是内务府下属的业务部门”:42。主官多出于内务府，即是杭州织造，职衔为郎中，或主事:70:85。

## 历史
明廷沿袭元朝制度，设立各类机构，官营织造业务。清廷攻占江南后，沿袭明朝制度，设立江南三织造。顺治三年（1646年），工部右侍郎陈有明督理苏、杭等织造。在明代杭州织染局旧址涌金门内太平坊重建杭州织造局。织造局即是经营管理生产的官局作场。当时织造局有东府、西府、总织局三处。杭州织造衙门则是织造官吏驻扎及管理织造行政事务的官署:84。
顺治初年，江南三织造钱粮事物归户部管理，顺治八年（1651年），归工部管理。康熙三年（1664年），又归户部管理:53。顺治朝，在织造官员任免方面曾规定应一年或三年更换。而康熙帝更改了此项规定，以包衣出身的亲信李煦、曹寅、孙文成出任织造。其中，苏州织造李煦除了本职以外还兼有监视本地官员、通过密摺向康熙帝汇报当地政治动向的秘密使命。杭州织造孙文成被认为是李煦、曹寅的附庸。故他“碌碌守官，其所上密奏甚少，也缺乏有份量的内容，备员而已。”:43—44
康熙四十五年（1706年），杭州织造孙文成捐资修葺织造局东府，预备为康熙帝南巡驻跸之所。“府之外，复有织染、总织、西府三局”。此时，杭州织造局下设四局：“曰内造织局，曰外造织局，曰纺局，曰染局”。内造织局即是织造署、杭州织造衙门，称东府、红门局。染局、纺局、外造织局即织造工场。染局称西府局，在涌金门；纺局、外造织局在回回新桥东:84。
雍正帝执政后完善了密折制度，在此背景下，江南三织造的政治功能萎缩，回归本职:45。《大清会典》记载江南三织造分工为：“凡大红蟒缎、大红缎、片金、折缨等项，派江宁织造承办。仿丝绫、杭绸等项，杭州织造承办。毛青布等项，每年需用三万疋内，苏州织造承办，需用至四五万匹，则分江宁等处织办。”:70乾隆二十二年（1757年），清廷平定准噶尔。乾隆二十四年（1759年），经軍機處议奏，内地与新疆“哈萨克贸易需用八色缎五千匹，交三处织造”办解。其中，杭州织造衙门承担两千六百六十六匹。后，内地与新疆之间丝绸贸易中的大部分缎匹，由杭州等织造衙门备办、运送。织造衙门所需工料银两由藩库银内动支，办差银两由附近榷关盈余银内额支。乾隆三十年后，这种官办的丝绸贸易更为规范化、制度化，贸易额逐年增长:109—110。
乾隆十六年（1751年），杭州织造衙门所在改为乾隆帝南巡行宫。新址在南关厂前，即“在芝松二图，宗阳宫之东北，旧为巡盐察院署。”乾隆五十八年（1793年），专设两浙盐政兼管织造。织造衙门即为盐院署。嘉庆五年（1800年），盐院归巡抚兼任，杭州织造为专职:84—85
咸丰十一年（1861年），太平军攻占杭州城。外造织局、纺局毁于战火。内织造局、染局尚存。同治三年（1864年），杭州织造鹤昶上奏“将已毁的外造织局并入染局”，并对两局进行修建。同治十一年（1872年），重建杭州织造衙门四百余间房，修缮司库、库使、筆帖式的办公场所。光绪四年（1878年），重新修缮杭州织造衙门:85。
宣統三年（1911年）11月5日，辛亥浙江起義成功。杭州织造联荣被逮捕，杭州织造衙门自然解体:85。

## 职官

### 主官
顺治二年（1645年）时，杭州织造的主官是太监盧九德。次年三月，“罢织造太监”。自陈有明开始，以工部派员督任。康熙二年（1663年），杭州织造官员归属內務府管理，成为其下属部门:85。
自康熙朝起，江南三织造的衙门主官称织造:85:42、织造监督:108。江南三织造于内务府郎中、員外郎中选派，带原官衔，故又称织造府郎中。品秩一般为正五品或从五品。因系钦差，地位特殊。在康熙朝，可与布政使、按察使等官同班。雍正十年（1732年），雍正帝以谕令斥责织造僭越，“织造本非大员，而在外体统，任意僭越。至于司庫、筆帖式官职尤卑，乃以钦差为名妄自尊大，与督撫拜帖称呼，俱用平行礼。”:85
乾隆六年（1741年），规定：“织造系钦差之员，与地方官虽无统属，论其体制，不特地方交涉事件各官不得牵制，即平时往来文移，亦不容以藐视。今详加酌议：凡钦差官员，俱论衙门体制，嗣后织造与抚相见，仍照先前举行宾主礼，文移俱用咨。与道运司相见，俱平行。府厅州县见织造，仍于大门外下轿，马由角门进，将此载入则例，行文督抚并各织造一体遵行。”:85

### 属官
织造主官之下的官员，由內務府司员人选充。设司庫一人，筆帖式二人，库使二人:108，会计司郎中三人，员外郎六人，主事一人，管理内府帑筆帖式二十六人:53。